# Alogi
Els alogi (ἄλογοι, també anomenats Alogians) van ser un grup d'heretges cristians a l'Àsia Menor que van sorgir al voltant de l'any 170 dC. El que sabem d'ells es deriva dels seus oponents, en particular de Sant Epifani I de Constància.

## Nom
Epifani va ser qui va encunyar el seu nom d'alògia; com un joc de paraules (anti-Logia) perquè estaven en contra de la doctrina cristiana del logos. En el seu llibre (Panarium) dona testimoni de la llarga llista de les heretgies que van sorgir en el primer segle, i que havien rebutjat tant l'Evangeli segons Joan com l'Apocalipsi. I que atribuïen els dos llibres del Nou Testament a Cerintos el gnòstic qui era realment un enemic de l'apòstol.
Les bíblies modernes tradueixen Logos per Verb o Paraula. Així tenim el text en la Bíblia Catalana Interconfessional:
"En el principi existia el qui és la Paraula. La Paraula estava amb Déu i la Paraula era Déu..."
Evangeli segons Joan: 1,1.

## Creences
Pel que fa a les seves creences, Epifani afirma que negaven la continuació dels dons espirituals de l'església en oposició als Montanistes. Els Alogi negaven explícitament la doctrina de logos de Joan (capítol 1) i neguen la seva autoria mitjançant la comparació del seu Evangeli amb els Evangelis sinòptics. Epifani criticà el seu mètode comparatiu i el va considerar com estúpid.
"Sant Epifani (Haer. LI) ofereix un relat de les heretgies que no acceptaven ni l'Evangeli segons Joan ni el seu Apocalipsi. I que atribuïen els dos llibres del Nou Testament a Cerintos, que en realitat era un enemic de l'Apòstol.
Epifani sostenia que Cerintos no podria haver escrit l'Evangeli de Joan, ja que Cerintos negava la divinitat de Crist, i l'Evangeli ensenya la seva divinitat. També deia que no podrien rebutjar rotundament la divinitat de Crist, sinó només el Logos en la manera que la doctrina es presenta dins l'Evangeli. També va afirmar que negar la paraula Logos de l'Evangeli de Joan, era una doctrina de la carn.
Epifani, els distingeix clarament dels Ebionites, i dels Docetistes. Alguns posen en dubte la seva existència a causa del fet que creuen que Epifani tenia una gran capacitat per exagerar i multiplicar les heretgies.